# Rugby Club Akademia Tbilissi
Actualités
Le Rugby Club Akademia Tbilisi (en géorgien : სარაგბო კლუბი აკადემია თბილისი, couramment partiellement francisé en Rugby Club Akademia Tbilissi) est un club géorgien de rugby à XV basé à Tbilissi.

## Historique
Le club de rugby de l'Akademia Tbilisi est créé en 1983.

## Identité visuelle

Évolution du logo.
Ancien logo abandonné en 2017.
Logo depuis 2017.

## Palmarès
- Championnat de Géorgie de rugby à XV :
  - Finaliste : 2004, 2005[1].